# Фрчкоский, Любомир
Любомир Данаилов Фрчкоский (макед. Љубомир Данаилов Фрчкоски, 2 февраля 1957, Скопье) — северомакедонский политик и кандидат от СДСМ на президентских выборах, которые состоялись 22 марта 2009 года.
Фрчкоский — профессор международного права и международных отношений юридического факультета Университета Св. Кирилла и Мефодия в Скопье.

## Политическая биография
Профессор Фрчкоский был министром без портфеля в 1990–1992, министром внутренних дел в 1992–1996 и министром иностранных дел в период 1996–1997.
Фрчкоский был Советником Президента Республики Македонии по конституционным вопросам и правам человека с 2000 года.

## Президентские выборы 2009
Фрчкоский набрал 19,81 % голосов, занял второе место и прошёл во второй тур, в котором уступил Георге Иванову, набрав лишь 36,86 % голосов.